# Perissopmeros
Perissopmeros là một chi nhện trong họ Malkaridae.

## Các loài
- Perissopmeros arkana (Moran, 1986)
- Perissopmeros castaneous Butler, 1932
- Perissopmeros darwini Rix, Roberts & Harvey, 2009
- Perissopmeros foraminatus (Butler, 1929)
- Perissopmeros grayi (Moran, 1986)
- Perissopmeros mullawerringi (Moran, 1986)
- Perissopmeros quinguni (Moran, 1986)